# Monumento a Alejandro Casona
L'escultura urbana coneguda pel nom Monumento a Alejandro Casona, ubicada al carrer Alejandro Casona, a la ciutat d'Oviedo, Principat d'Astúries, Espanya, és una de les més d'un centenar que adornen els carrers de l'esmentada ciutat espanyola.
El paisatge urbà d'aquesta ciutat, es veu adornat per obres escultòriques, generalment monuments commemoratius dedicats a personatges d'especial rellevància en un primer moment, i més purament artístiques des de finals del segle xx.
L'escultura, feta de bronze, és obra de Amado González Hevia "Favila", i està datada 1997.
Es tracta d'un bust, signat per l'autor, amb el qual es tracta de recordar dramaturg nascut a Cangas del Narcea, Alejandro Rodríguez Álvarez, conegut com a Alejandro Casona. S'hi pot contemplar el literat en actitud pensativa amb la mà esquerra recolzada en la barbeta, i la dreta descansant en un llibre obert, en la portada es pot llegir "La Dama del Alba". El conjunt es completa amb una calavera símbol de la dramatúrgia teatral.
El conjunt escultòric té una placa de bronze situada sobre un pedestal, en el pot llegir-se: "EL EXCMO./AYUNTAMIENTO/DE OVIEDO A/DN ALEJANDRO CASONA/1903 - 1965"